# Aleksandras Antipovas
Aleksandras Antipovas (9 marzo 1955) è un ex mezzofondista sovietico.

## Biografia
È nato il 9 marzo 1955. Lituano di nascita gareggiò, per l'Unione Sovietica, sotto il nome di Aleksandr Antipov, nella specialità del mezzofondo. Nel corso della sua carriera vinse per tre anni consecutivi il Trofeo Sant'Agata, dal 1978 al 1980. Partecipò anche ai Giochi olimpici di Mosca 1980, gareggiando nei 10000 metri piani.

## Palmarès
| 1977 | Campionati del mondo di corsa campestre | Düsseldorf | 3º | Squadra    |
| 1978 | Campionati europei                      | Praga      | 3º | 10000 m    |
| 1978 | Campionati del mondo di corsa campestre | Glasgow    | 2º | Gara lunga |
| 1978 | Campionati del mondo di corsa campestre | Glasgow    | 4º | Squadra    |
| 1979 | Campionati del mondo di corsa campestre | Limerick   | 3º | Gara lunga |
| 1979 | Campionati del mondo di corsa campestre | Limerick   | 4º | Squadra    |
| 1980 | Campionati del mondo di corsa campestre | Parigi     | 6º | Gara lunga |
| 1980 | Campionati del mondo di corsa campestre | Parigi     | 5º | Squadra    |
| 1982 | Campionati del mondo di corsa campestre | Roma       | 3º | Squadra    |

## Altre competizioni internazionali
1978
- Oro al Trofeo Sant'Agata ( Catania)

1979
- 7º al Memorial Van Damme ( Bruxelles), 10000 m piani - 27'48"18
- Oro al Trofeo Sant'Agata ( Catania)

1980
- Argento al DN Galan ( Stoccolma), 10000 m piani - 27'44"58
- Oro al Trofeo Sant'Agata ( Catania)